# Pedro Nolasco Vergara Albano
Pedro Nolasco Martínez de Vergara Albano ou Pedro Nolasco Vergara Albano (Talca, 1800 - Santiago, 23 septembre 1867) est un avocat, gouverneur et agriculteur chilien,.

## Biographie

### Famille

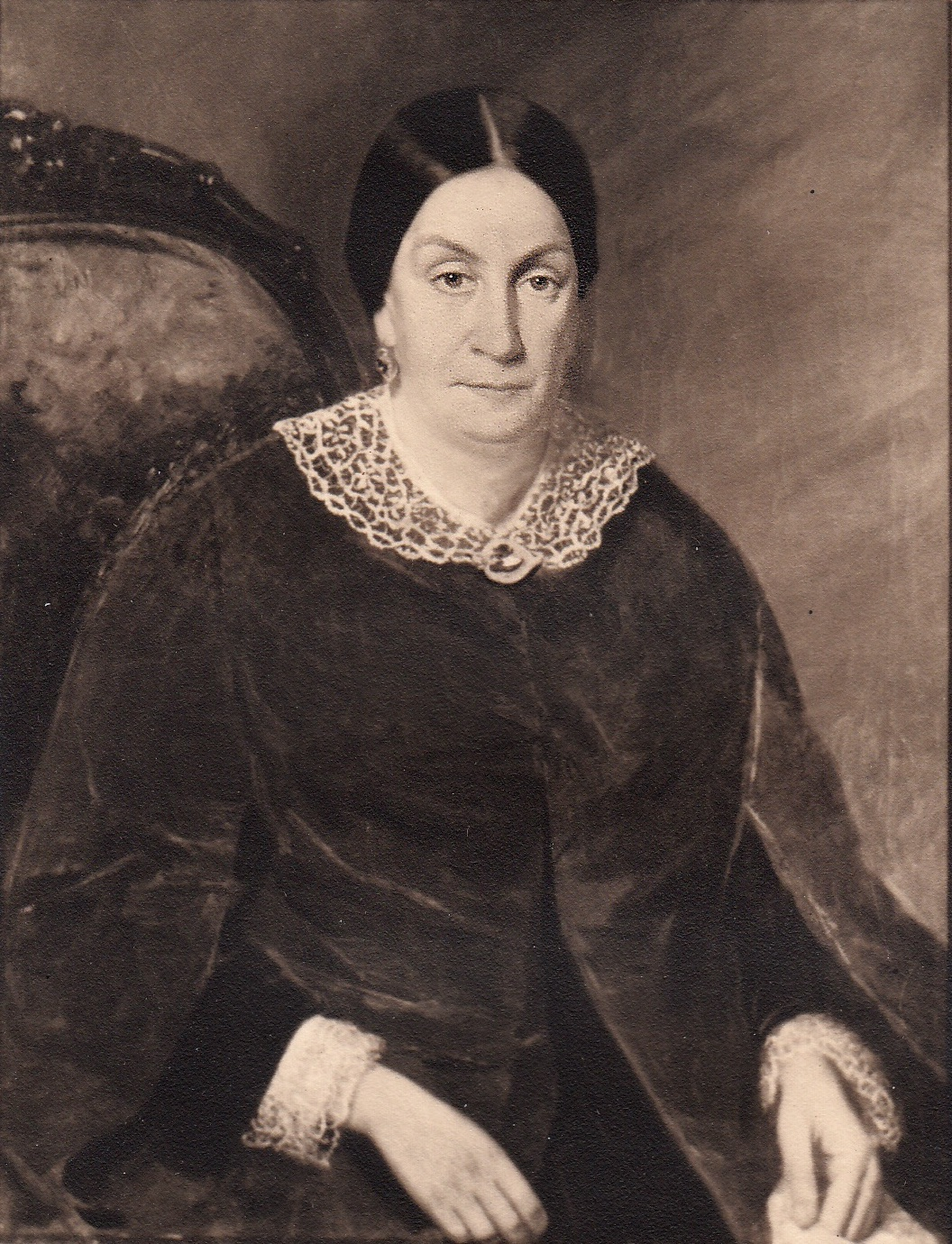
Sa femme Mercedes Loys Vergara
Portrait de Raymond Monvoisin.

Il est le fils de José Francisco Vergara Rojas (es) et Maria del Rosario Albano et Cruz, fille de Juan Albano Pereira Márquez (en) et Bartolina de la Cruz y Bahamonde. 
Il a été marié à sa cousine, Mercedes Loys Vergara, avec qui il a eu onze enfants : Elisa, Natalia, Victor, Maria Agustina, Soledad, Matilde, Rafael, Pedro Nolasco, Sabina et Filomena.
Il est le neveu de Vicente de la Cruz y Bahamonde (es), Juan Manuel de la Cruz y Bahamonde (es), Anselmo de la Cruz y Bahamonde (es) et Nicolas de la Cruz y Bahamonde (es).
Il est enfin le cousin de Diego Vergara Albano (es), Juan Albano Cruz (es) et Casimiro Albano Cruz (es).

### Études
Il a fait ses études primaires à Talca et secondaires dans la même ville sous la tutelle des jésuites. Ses études réalisées à l'Université de San Felipe (en) lui permettent d'obtenir son diplôme de droit en 1822.

### Vie publique

#### Député
Il a été élu député de la province de Colchagua en 1823, puis à nouveau pour la province de Talca en 1824 et en 1827. Il a été élu député de 1833 à 1836, et réélu à nouveau pour le district de Talca jusqu'en 1847. 
Il a eu une certaine importance politique et a servi comme député jusqu'en 1847. Il a participé à de nombreux comités législatifs, avant de prendre sa retraite de la vie publique en 1859, quand il déménage à Santiago, à sa maison dans la rue Huérfanos.

#### Gouverneur
Il a été gouverneur estanquero (es) de Talca de 1830 à 1833 en plein apogée des idées « portalesiennes » et du triomphe des idées conservatrices ou Pelucones (es) sur les pipiolos (es).

### Vie privée

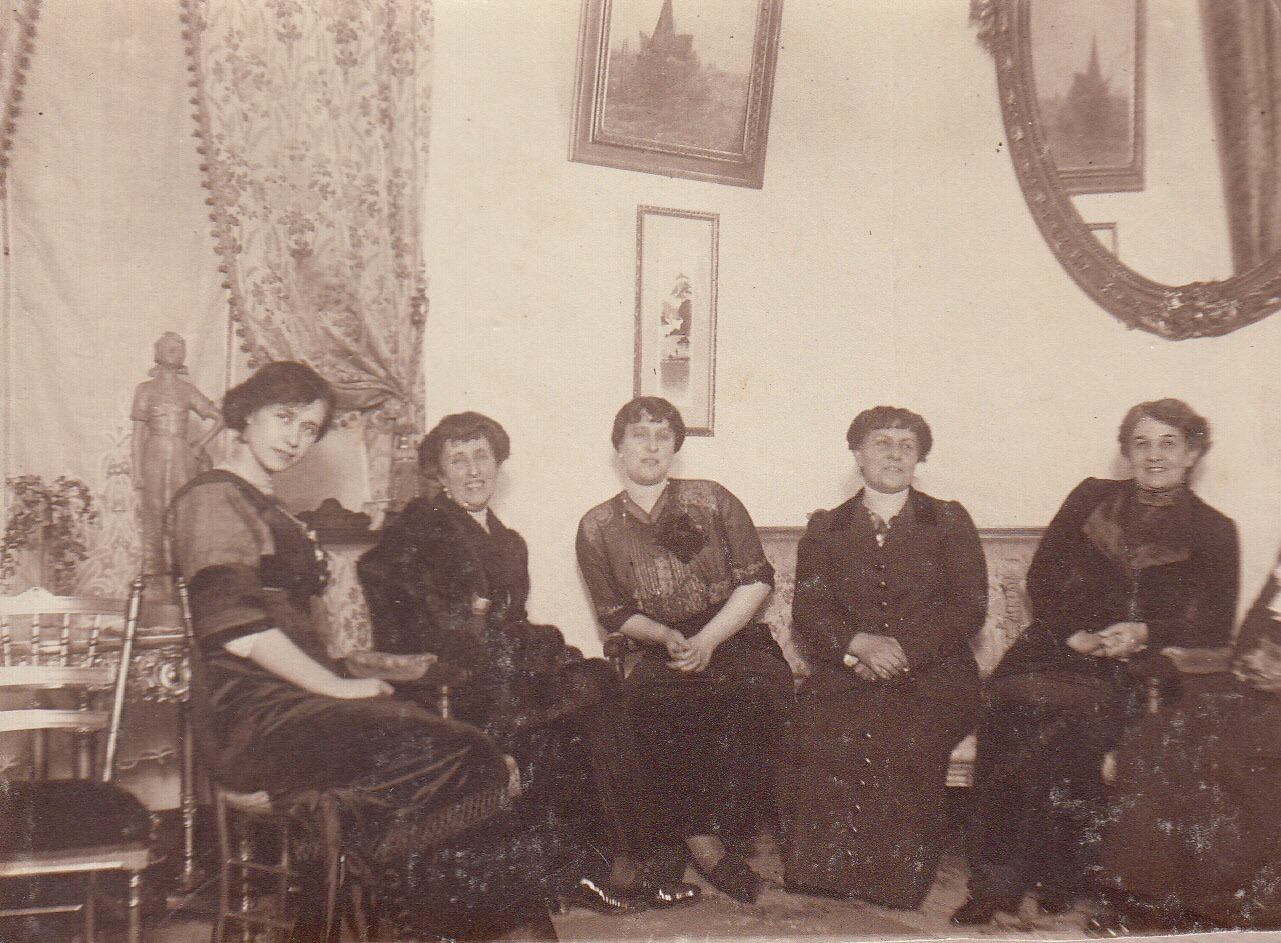
Ses petites-filles Correa Vergara

Vergara Albano était également agriculteur et était l’un des principaux propriétaires fonciers de la province. Il possédait les propriétés suivantes canalisées et arrosées,,:
- Fundo Los Libros (197 cuadras - soit 330,96 ha)
- Fundo Las Doscientas (870 cuadras - soit 1 461,60 ha)
- Fundo Libún (606 cuadras - soit 1 018,08 ha)
- ainsi que des haciendas au pied des montagnes, de grande superficie.

Il possédait un cheptel de plus de 34 000 bovins.
Devenant aveugle en 1859, ses possessions reviennent à son beau-fils Vicente Correa Albano, qui les a tous pris en charge.

### Mort
En 1859, il s'installe à Santiago du Chili, dans la rue Huérfano. Il est aveugle quand il rédige son testament le 9 mai 1865. Il meurt à son domicile le 23 septembre 1867 et est enterré dans le mausolée de Juan Garín Cereceda (1831-1860), qui était marié à sa fille Soledad Vergara Loys († 17 juillet 1919). Le calcul de sa fortune s'élève à plus de 120 000 pesos,.